# Contea di Shelby (Kentucky)
La contea di Shelby in inglese Shelby County è una contea dello Stato del Kentucky, negli Stati Uniti. La popolazione al censimento del 2000 era di 33 337 abitanti. Il capoluogo di contea è Shelbyville